# Carlyle August Luer
Carlyle August Luer (ur. 23 sierpnia 1922, zm. 9 listopada 2019) – amerykański chirurg i botanik, specjalizował się w rodzinie storczykowatych (Orchidaceae). Interesował się szczególnie podrodziną Pleurothallidinae (rodzaj Pleurothallis) oraz powiązanych taksonach.
Był synem Carla i Very Luer, wychował się w Alton, w stanie Illinois, a następnie ukończył studia na Wydziale Medycyny Washington University in St. Louis, zdobywając dyplom w 1946 roku. Następnie rozpoczął pracę jako chirurg w Sarasocie na Florydzie, a po przejściu na emeryturę w 1975 roku poświęcił się badaniom i ilustracji botanicznej storczyków.
Przyczynił się do założenia Marie Selby Botanical Gardens i był pierwszym redaktorem ich czasopisma naukowego Selbyana. Był starszym kuratorem w Missouri Botanical Garden i opublikował wiele artykułów oraz dwie książki poświęcone taksonomii storczyków. Przeprowadził liczne wyprawy do Ameryki Środkowej i Południowej wraz ze swoją żoną Jane Luer w celu zbierania okazów. Sam tworzył rysunki storczyków i od 1987 roku publikował tomy Icones Pleurothallidinarum, monografię poświęconą tej grupie. Opisał ponad 1500 nowych gatunków i 12 nowych rodzajów storczyków oraz napisał dwie książki na temat storczyków: The Native Orchids of Florida i The Native Orchids of the United States and Canada. Otrzymał wiele członkostw i nagród, w tym tytuł Fellow of the Linnean Society of London oraz Złoty Medal American Orchid Society. Luer zmarł w wieku 97 lat 9 listopada 2019 roku.
Standardową skróconą formą autora, używaną do wskazania przy cytowaniu nazw botanicznych, jest Luer.